# Perdita polita
Perdita polita är en biart som beskrevs av Timberlake 1958. Perdita polita ingår i släktet Perdita och familjen grävbin. Inga underarter finns listade i Catalogue of Life.